# جامعة سنترال أركنساس
جامعة سنترال أركنساس [[إنج|University of Central Arkansas]] (يشار إليها غالبًا باسم سنترال أركنساس أو يو سي أي) هي جامعة أبحاث عامة في كونواي، أركنساس. تأسست الجامعة عام 1907 كمدرسة أركنساس الحكومية العادية، وهي واحدة من أقدم الجامعات في ولاية أركنساس الأمريكية. بصفتها المدرسة العادية الوحيدة في الولاية في ذلك الوقت كانت هي جامعة أمريكا الوسطى تاريخياً المصدر الرئيسي للمعلمين في أركنساس. ,أصبحت اليوم أكثر أهمية وأكثر تنوعا أكاديميا، تشتهر جامعة سنترال أركانسس ببرامجها المعترف بها وطنيا في مجال التمريض والتعليم والعلاج الطبيعي، والأعمال التجارية، وفنون الأداء، وعلم النفس.
وهي موطن لكلية نوربرت او سكيلدر اونورز، والتي تشتهر بأنها واحدة من كليات الشرف الأولى في الولايات المتحدة.  يستمد برنامج الشرف الأسس التربوية من كلية الفنون الحرة الصغيرة التقليدية. وهي تفخر بأحجام الفصول الصغيرة وعلاقات المعلم/الطالب الحميمة والدراسة المكثفة لمجموعة متنوعة من الموضوعات متعددة التخصصات. 
تضم الجامعة ست كليات: كلية الفنون الجميلة والاتصالات، وكلية العلوم الطبيعية والرياضيات، وكلية إدارة الأعمال، وكلية العلوم الصحية والسلوكية، وكلية الفنون الليبرالية، وكلية التربية. 
يوجد في جامعة سنترال اركانسس حوالي 12000 من طلاب الدراسات العليا والجامعية، مما يجعلها واحدة من أكبر الجامعات في الولاية. تحافظ الجامعة على نسبة الطلاب إلى أعضاء هيئة التدريس بحوالي 17 إلى 1. تقدم أكثر من 150 برنامج للدراسة الجامعية والدراسات المهنية في الجامعة. تشغل الجامعة أكثر من 120 مبنى على 356 أكر (1.44 كـم2) .

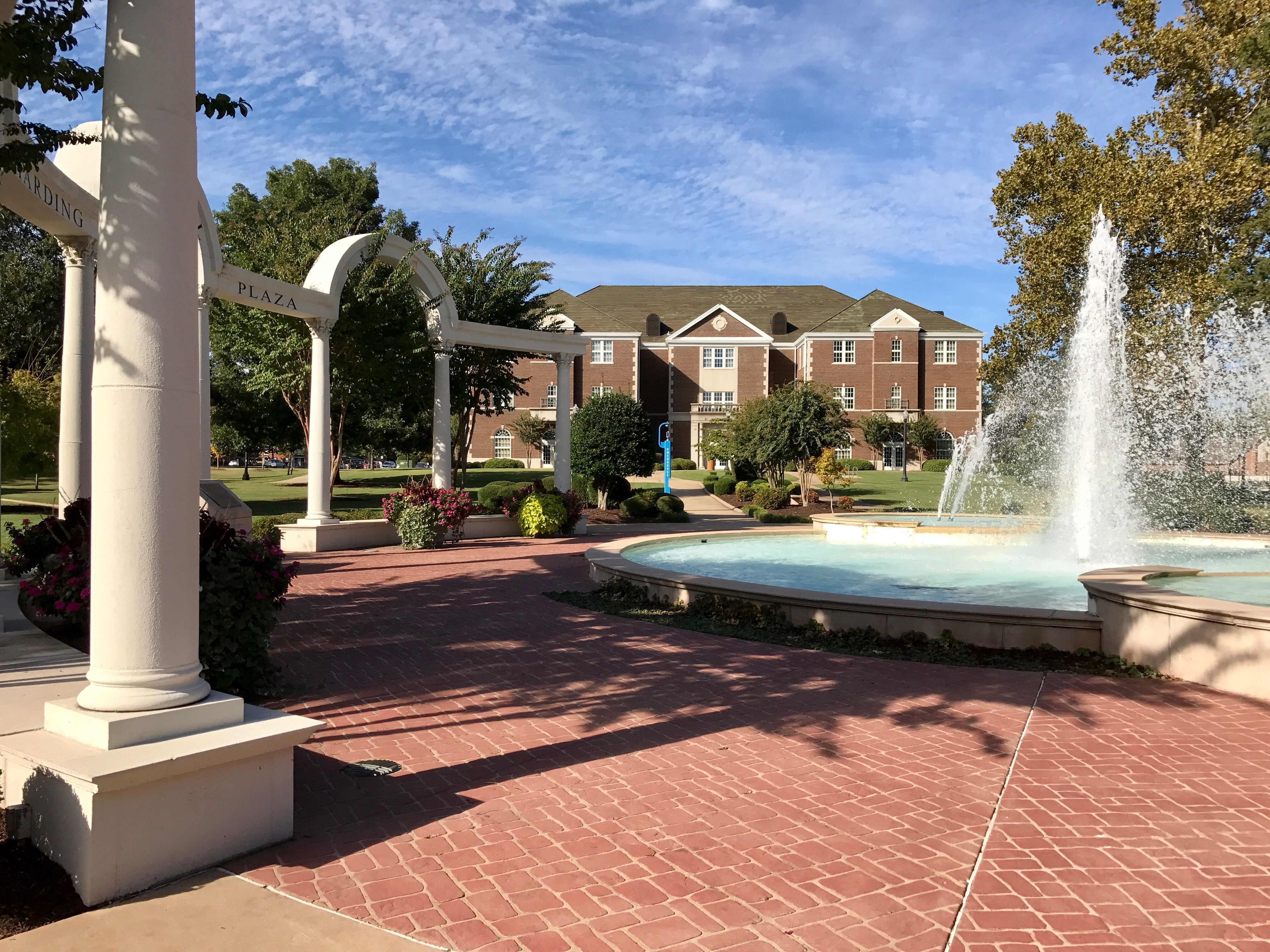
هاردينج بلازا أمام قاعة إيربي.

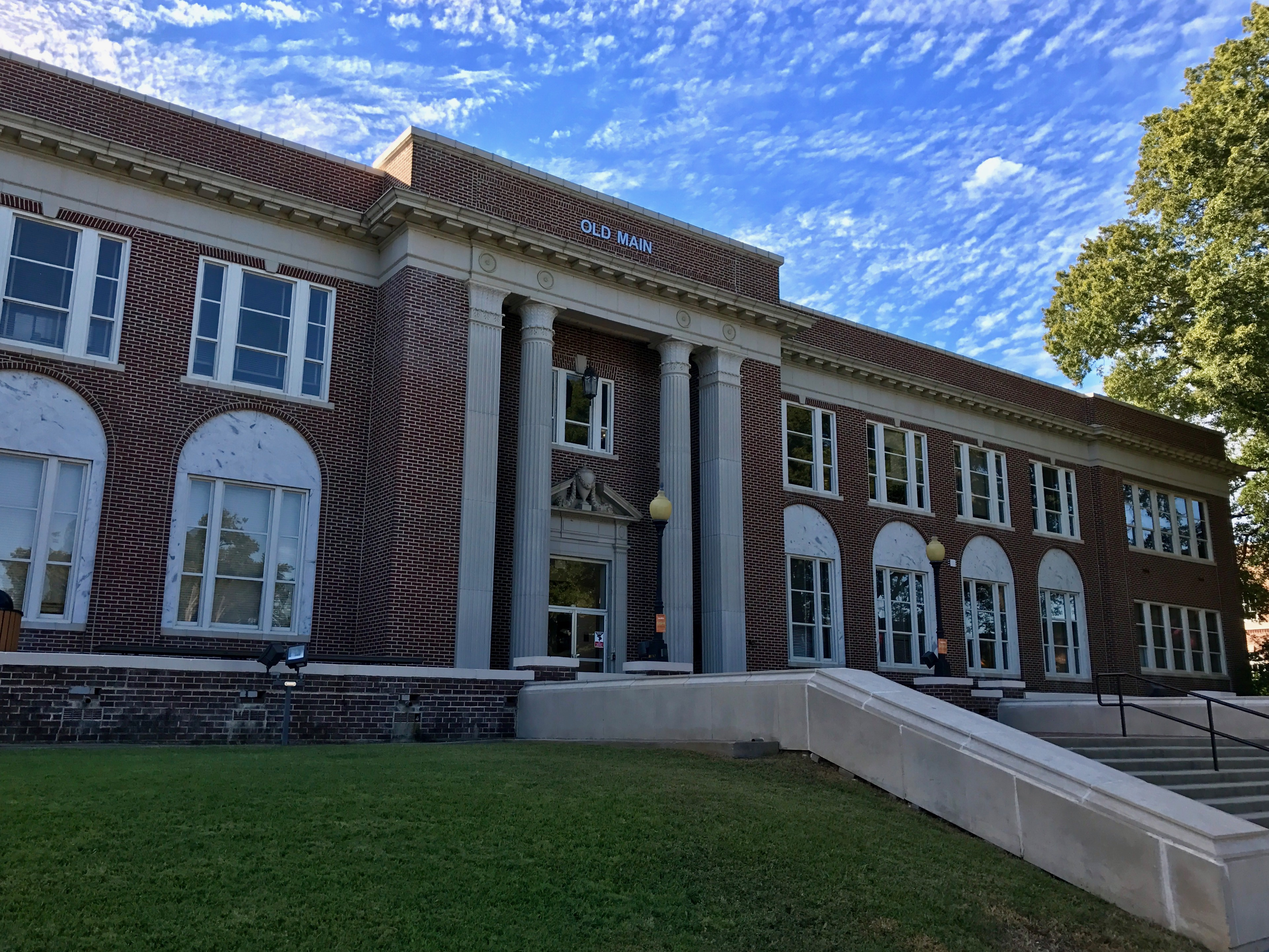
القاعة الرئيسية ، أقدم مبنى في الحرم الجامعي.

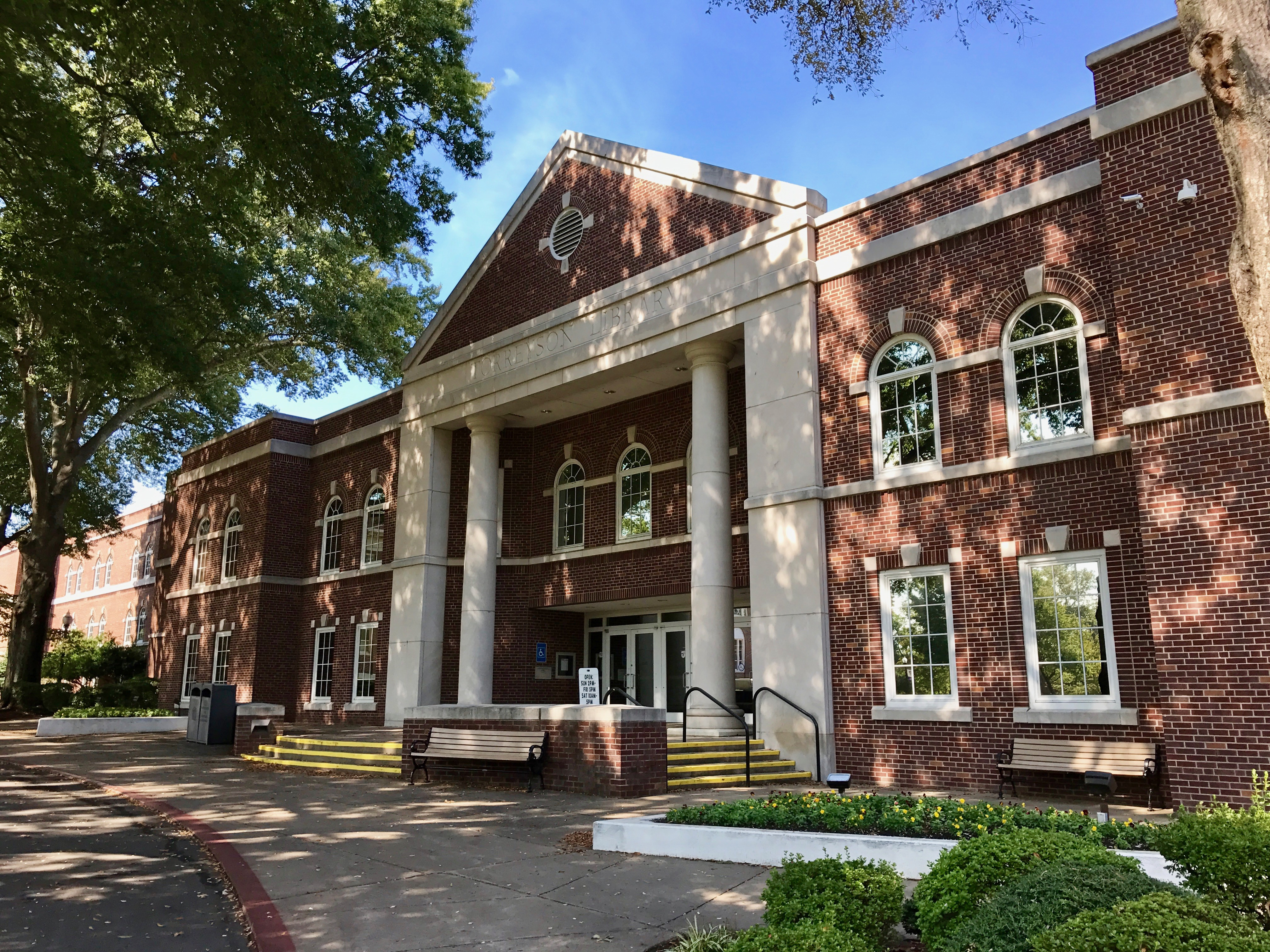
مكتبة توريسون ، تحمل اسم بور والتر توريسون.

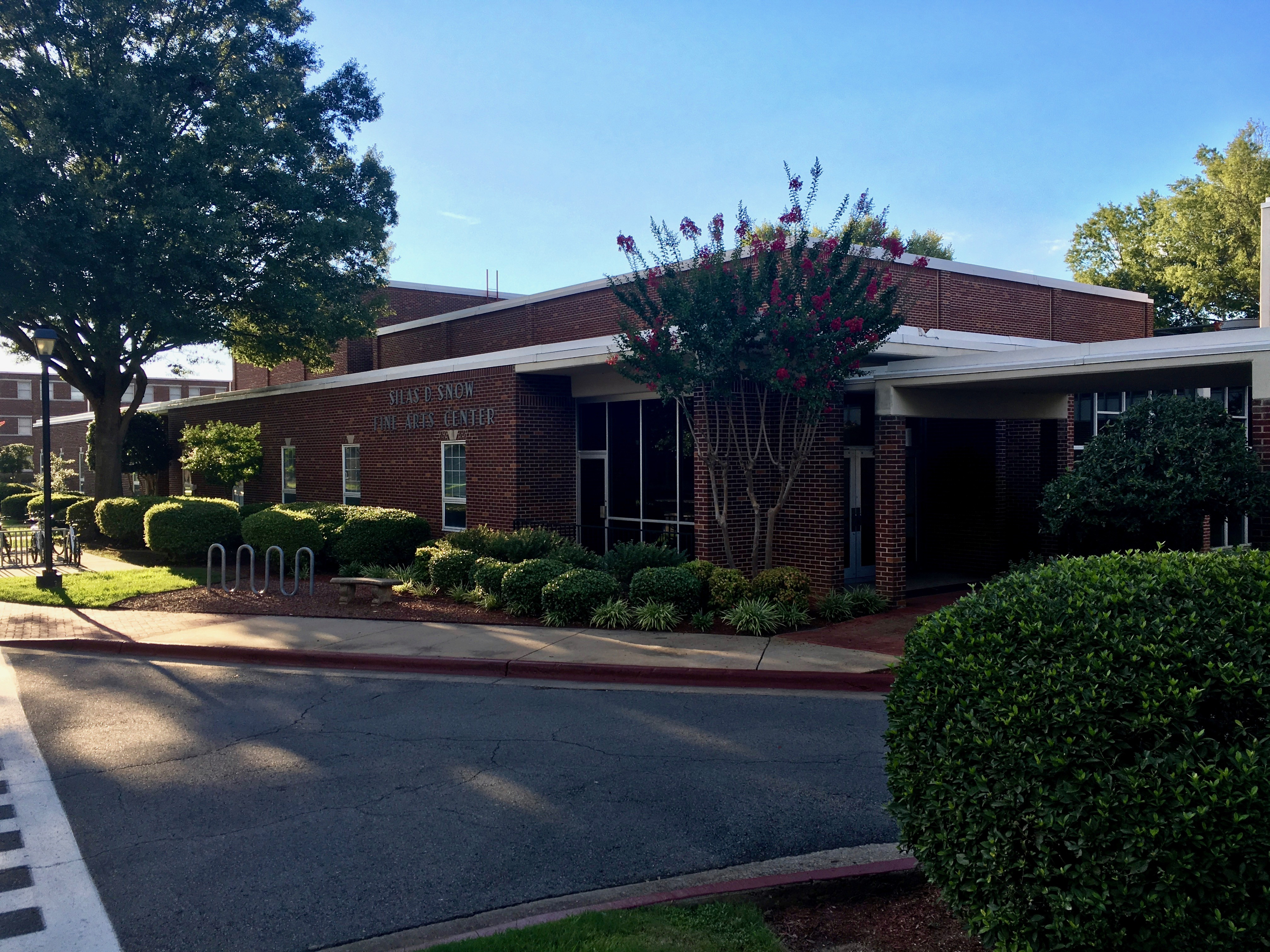
مركز سنو فاين للفنون

## الكليات

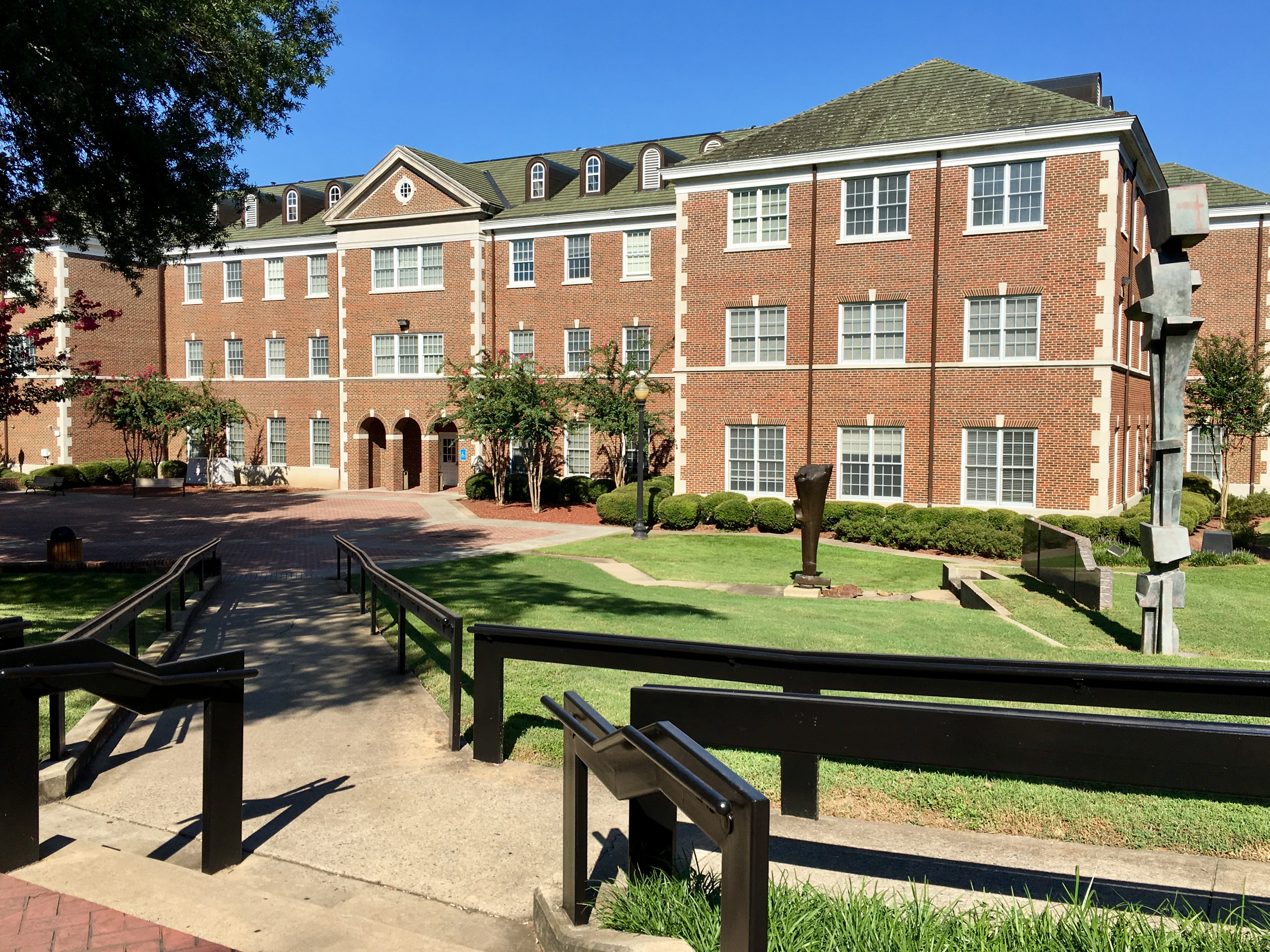
الفناء خلف قاعة إيربي.

## الحياة اليونانية
طلاب الجامعة هم أعضاء في واحدة من 29 منظمة يونانية يستضيفها الحرم الجامعي. تأسست الحياة اليونانية في عام 1915م. 
قائمة المنظمات اليونانية في الجامعة:

### مؤتمر أمريكا الشمالية للأم
- ألفا سيجما فاي
- بيتا أبسيلون تشي
- فاي غاما دلتا
- فاي سيجما كابا
- بي كابا ألفا
- سيجما نو
- سيجما فاي إبسيلون
- سيجما تاو جاما

### المؤتمر الوطني الهيليني
- ألفا سيجما ألفا
- ألفا سيجما تاو
- دلتا زيتا
- سيجما كابا
- سيجما سيجما سيجما

### المجلس القومي الهيليني
- ألفا كابا ألفا
- ألفا فاي ألفا
- دلتا سيجما ثيتا
- كابا ألفا بسي
- أوميغا بسي
- فاي بيتا سيجما
- سيجما جاما رو
- زيتا فاي بيتا

### المجلس اليوناني المستقل
- فاي Iota ألفا
- سيجما Iota ألفا
- سيجما فاي لامدا

### المجلس الوطني للموسيقى البينية
- كابا كابا بسي
- فاي مو ألفا سينفونيا
- سيجما ألفا Iota
- تاو بيتا سيجما

خريجون بارزون
- ديل ألفورد، أخصائي عيون وسياسي [6]
- كريس الن، مغني وفائز أمريكان أيدول [7]
- ريك بيك، مهندس كهربائي لكيمبرلي كلارك في ماوميل وعضو جمهوري في مجلس النواب في أركنساس لمقاطعات كونواي وبري [8]
- نيت باوي، لاعب كرة سلة محترف وحائز تسجيل هدف في مباراة واحدة برصيد 39 نقطة في لعبة واحدة. [9] [10]
- جيمس بريدجز، ممثل، مخرج، وكاتب مسرحي يشتهر بأفلام مثل متلازمة الصين و مطاردة الصحيفة (فيلم) [11]
- دي براون، مؤلف كتاب بيري ماي هرت آت ووندد ني [12]
- كورتيس بورو، لاعب كرة قدم محترف [13]
- جيمي دريفتوود، من مواليد جيمس كوربيت موريس، مؤلف وكاتب أغاني [14]
- جو فارر، معالج فيزيائي وعضو مجلس النواب في أركنساس [15]
- جيل جيرارد، ممثل [16]
- ويليام هاريسون (1935-2010)، طبيب التوليد الذي أجرى أكثر من 20.000 عملية إجهاض كمزود وحيد في شمال غرب أركنساس. [17]
- بوب جونسون، عضو مجلس النواب في أركنساس لمقاطعة بولاسكي منذ عام 2015؛ قاضي السلام السابق [18]
- بنيامين ترافيس لاني، الحاكم الثالث والثلاثون لأركنساس [19] بوسي
- حصل شيفيلد نيلسون، المحامي والمرشح الجمهوري لمنصب حاكم أركنساس في عام 1990، على درجة في تعليم الرياضيات من سنترال أركنساس. [20]
- هيرويوكي نيشيمورا، مؤسس ومسؤول سابق عن موقع قناة الرسائل اليابانية الأكثر الوصولًا؛ المالك الحالي لأكبر لوحة للغة الإنجليزية في العالم فورشان.
- كارول راسكو، مديرة مجلس السياسة المحلية في عهد الرئيس بيل كلينتون؛ الدعوة لحقوق الإعاقة، والتعليم، والأطفال [21]
- تشارلي سترونج، كبير مدربي كرة القدم بجامعة جنوب فلوريدا [22]
- شون واماك، العضو السابق في مجلسي الهيئة التشريعية لولاية أركنساس؛ قاضي الدائرة في الدائرة القضائية الرابعة عشرة في أركنساس؛ سكان ماونتن هوم [23]

## روابط خارجية
- الموقع الرسمي
- موقع مركزي أركنساس للألعاب الرياضية